# Blackmoor (Hampshire)
Blackmoor – wieś w Anglii, w hrabstwie Hampshire, w dystrykcie East Hampshire. Leży 35 km na wschód od miasta Winchester i 70 km na południowy zachód od Londynu.